# Břekova Lhota
Břekova Lhota (německy Brek Lhota) je malá vesnice, část obce Dublovice v okrese Příbram ve Středočeském kraji. Nachází se asi 1,5 kilometru jihovýchodně od Dublovic. Je zde evidováno 24 adres. V roce 2011 zde trvale žilo čtyřicet obyvatel.
Břekova Lhota je také název katastrálního území o rozloze 1,9 km².

## Historie
První písemná zmínka o vesnici pochází z roku 1352.

## Obyvatelstvo
| Rok            | 1869 | 1880 | 1890 | 1900 | 1910 | 1921 | 1930 | 1950 | 1961 | 1970 | 1980 | 1991 | 2001 | 2011 | 2021 |
| -------------- | ---- | ---- | ---- | ---- | ---- | ---- | ---- | ---- | ---- | ---- | ---- | ---- | ---- | ---- | ---- |
| Počet obyvatel | 107  | 126  | 116  | 105  | 88   | 102  | 97   | 81   | 74   | 72   | 59   | 43   | 44   | 40   | 39   |
| Počet domů     | 15   | 16   | 17   | 17   | 18   | 17   | 20   | 23   | 23   | 19   | 15   | 16   | 17   | 17   | 18   |

## Obecní správa
Při sčítání lidu v letech 1850–1920 Břekova Lhota byla osadou obce Dublovice v okrese Sedlčany. V letech 1921–1960 byla osadou obce Třebnice, se kterým patřila nejprve do okresu Sedlčany, ale od roku 1960 v okrese Příbram. Od 12. června 1960 je opět částí obce Dublovice v okrese Příbram.